# Colocleora ramosa
Colocleora ramosa là một loài bướm đêm trong họ Geometridae.